# Мавританська гітара
Мавританська гітара, або середньовічна мандора (лат. Guitare Moresca, інша назва — лат. Chittara Sarracenica) — струнний музичний інструмент родини лютень з корпусом овальної  форми,  з  декількома резонансними отворами, випуклою нижньою декою та металевими струнами на яких грають виключно за  допомогою  медіатора, що  призводить  до  різкого звучання. Головка інструмента — серпоподібна. Частина опису інструмента знайдена в поемі 1330 року Хуана Руїса «Libra de Buen Amor», де він її описує, як «повнотілу».
Такий вид гітари той час не знаходить широкого поширення серед сільських музикантів. Вона, навпаки, припадає до душі коронованим особам, про що і свідчать зображення на мініатюрах.
Мавританська гітара з рукописного збірника "Кантиги" має форму і будову рідкісної краси, її широкий корпус має декілька декоративних резонаторних отворів. Струни кріпляться за допомогою напівкруглого струнотримача або невеликих кнопок, проходять через підставку і намотуються на кілки, вставлені в об'ємисту колкову систему. Однак згадані вище мініатюри не дають уявлення про прийоми гри. Але вже в той час стає обов'язковим похиле положення інструмента, звук видобувається як за допомогою плектра, так і за допомогою пальців.
Мавританська гітара у 14 столітті, популяризована трубадурами, отримала назву гітерн у Британії, Франції та німецьких землях.